# 약리학

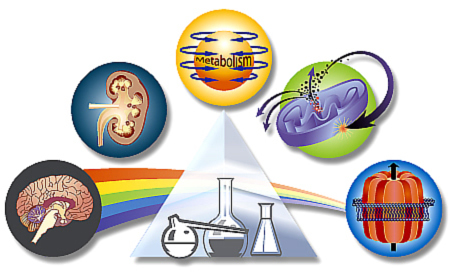

약리학(藥理學, 영어: pharmacology)이란 물질이 생물의 기능 변화를 만들기 위해 어떻게 상호작용하는지 알아보는 기초의학 혹은 생물학, 조제학의 한 분야이다. 만약 물질이 임상의학적 성질을 가지고 있다면 그 물질을 약이라 한다. 이 약을 구성하는 것을 약물이라 부른다. 약리학은 약물의 조성, 성질, 상호작용, 독성학, 치료법, 의학적 적용, 반병리적 능력에 대한 연구를 포함한다.
약의 개발은 의학 뿐만 아니라 경제, 정치, 종교에서도 필수적인 관심사이다. 소비자를 보호하고 약물남용을 막기 위해 많은 정부는 제조, 판매, 투약을 규제하고 있다. 대한민국에는 식품의약품안전처이란 곳이 있다. 미국에서는 이 규제를 FDA에서 하고 있다. 유럽연합은 EMEA란 곳에서 한다.
하부 분야에는 임상약리학, 신경정신약리학, 독성학, 이론약리학이 있다.

## 신약개발과 안전성 시험
만약 약물의 구조가 약간 변경되었다면 약물의 성질도 약간 변경될 것이다. 이 말은 특정 유효 작용이 확인되면, 의약품 개발자는 유사체라 불리는 많은 유사한 약물을 만들 수 있다는 뜻이다. 이렇게 하면 이로운 효과를 극대화할 수 있다. 이 개발 단계는 보통 3년 정도 걸리며 비용이 많이 든다.
유사체는 개발의 과정이 필요하다. 사람이 썼을 때 얼마나 안전하며 인체 내에서 얼마나 안전성이 있으며 조제하기 편한 형태(정제나 분무제 같은)를 결정해야 한다. 많은 시험 후 시장에서 팔 수 있는데, 이때까지 6년이 걸린다.
유사체나 약물개발에 오랜 기간이 요구되고, 5천 개의 잠재적 약물 중 1개가 보통 시장에 출시되기에 약물개발은 수백만 파운드가 들 만큼 비용이 많이 드는 과정이다. 이 비용을 되찾기 위해 제약사는 많은 일들을 한다.
- 예산을 쓰기 전에 주의깊게 잠재약물의 수요를 조사한다.
- 신약에 대한 약물특허를 획득하여 일정기간 복제약을 못 만들게 한다.

## 약물에 관한 입법과 안전성
미국에서는 FDA가 신약의 승인과 사용에 관한 지침을 만든다. FDA는 2가지 요구조건을 만족시킨 약물을 승인한다.
1. 질병에 효과가 있음을 밝혀야 한다.
2. 동물시험과 대조된 인체시험을 통해 약물의 안전 기준을 충족해야 한다.

FDA 승신을 얻는 데 보통 몇 년이 걸린다. 동물시험은 반드시 광범위해야하고, 또 여러 종에 대한 시험을 해야한다. 그렇게 약물의 효과와 독성을 평가한다. 복용량은 임상효과나 원하는 결과를 얻을 수 있는 범위 안에 들어가야 한다. 처방약(한국의 전문의약품)은 미국 '연방 처방약 출시 법령 1987(Prescription Drug Marketing Act of 1987)'에 따른다.
영국에는 MHRA라는 기관이 비슷한 역할을 맡고 있으며, 대한민국에는 식품의약품안전청이 있다.
그러나 신약개발에는 막대한 비용과 기술력이 필요해서 한국에서 신약개발은 많지 않은 편이다.

## 과학적 배경
화학물질의 연구에는 그 물질이 영향을 미치는 생체에 대한 상세한 지식이 요구된다. 세포생물학과 생물화학에 관련된 지식이 늘어남에 따라 약리학의 영역도 근본적으로 변화되고 있다. (세포에 있는)수용체의 분자(구조)해석을 통해 특정 세포신호나 대사경로에 작용하는 약물을 설계하는 것이 가능하다. 세포 표면의 수용체에 있는 부위에 직접 영향을 주는 것이다. 세포 표면의 수용체는 세포 신호 경로를 매개하여 세포 기능을 조절한다.
약리학의 관점에서보면 화학물질은 다양한 성질을 가지고 있다. 약동학(Pharmacokinetics)은 화학물질에 대한 인체의 효과를 다룬다. (반감기나 분포용적) 한편 약력학(pharmacodynamics)은 인체에 대한 화학물질의 효과를 다룬다.(기대효과나 독성)
약동학적 성질을 기술할 때 약리학자는 첫글자를 따서 '흡분대배(ADME)'에 관심을 가진다.
- 흡수(absorption) : 약물이 얼마나 흡수되는가 (피부, 장, 구강점막)
- 분포 (distribution) : 유기체내에 어떻게 퍼지는가
- 대사 (metabolism) : 인체내에서 약물은 다른 물질로 바뀌는가, 그렇다면 어떤 물질로 바뀌는가, 바뀐 물질은 활성이 있는가, 또는 독성이 있는가.
- 배설 (excretion) : 약물은 어떻게 제거되는가(담즙, 소변, 호흡, 피부 등을 통하여)

약물은 좁은 또는 넓은 치료지수(therapeutic index) 또는 치료범위( therapeutic window)를 가졌다고 말한다. 만약 화합물이 좁은 치료지수를 가졌다면 이 약물은 독성용량과 가까운 용량에서 기대 효과를 낸다는 뜻이다. 좁은 치료지수의 약은 복용량 결정과 복용이 어렵고 임상약물감시가 필요하다.(예: 와파린(항응고제), 항경련제, 아미노글리고사이드계 항생제) 대부분의 항암제는 좁은 치료범위를 갖고 있다. 종양을 죽일 수 있는 용량에서 거의 대부분 독성 부작용을 겪게 된다.

## 의료에서의 약물
약품(medication)은 허가를 받은 약물로 치료, 증상이나 질병, 의학적 상태의 경감을 위해 복용된다. 미국에서 약품은 보통 두 부분으로 나뉜다.
계산대약(OTC, over the counter)
수퍼마켓에서 특별한 제한없이 살 수 있다.
처방약(POM, prescription only medicine)
의사의 처방전이 꼭 필요하다.
많은 계산대약은 설명서대로 복용하면 대부분의 사람에게서 충분히 안전하다고 여겨진다. 많은 나라들 이를테면 영국에는 3번째 부분이 있는데 '약국약(pharmacy medicine)'이다. 약국약은 약국에서만 팔 수 있다. 약국약과 계산대약의 구분은 법령에 따른다. 한국은 계산대약이 있다. 일부는 편의점 등의 일반 소매점에서 판매된다. 약품은 보통 제약회사에서 생산되면 특허가 종종 걸려있다. 특허가 걸려있지 않은 약은 제네릭 약(generic drugs)이라 부른다.

## 교육
한국의 41개 의대에는 대부분 약리학 교실이 있어 약리학을 배울 수 있다. 약리학은 의대 기초과정 중 하나로 보통 본과 2학년 때에 배운다.

## 같이 보기
- 용량-반응 곡선